# Streusiedlung

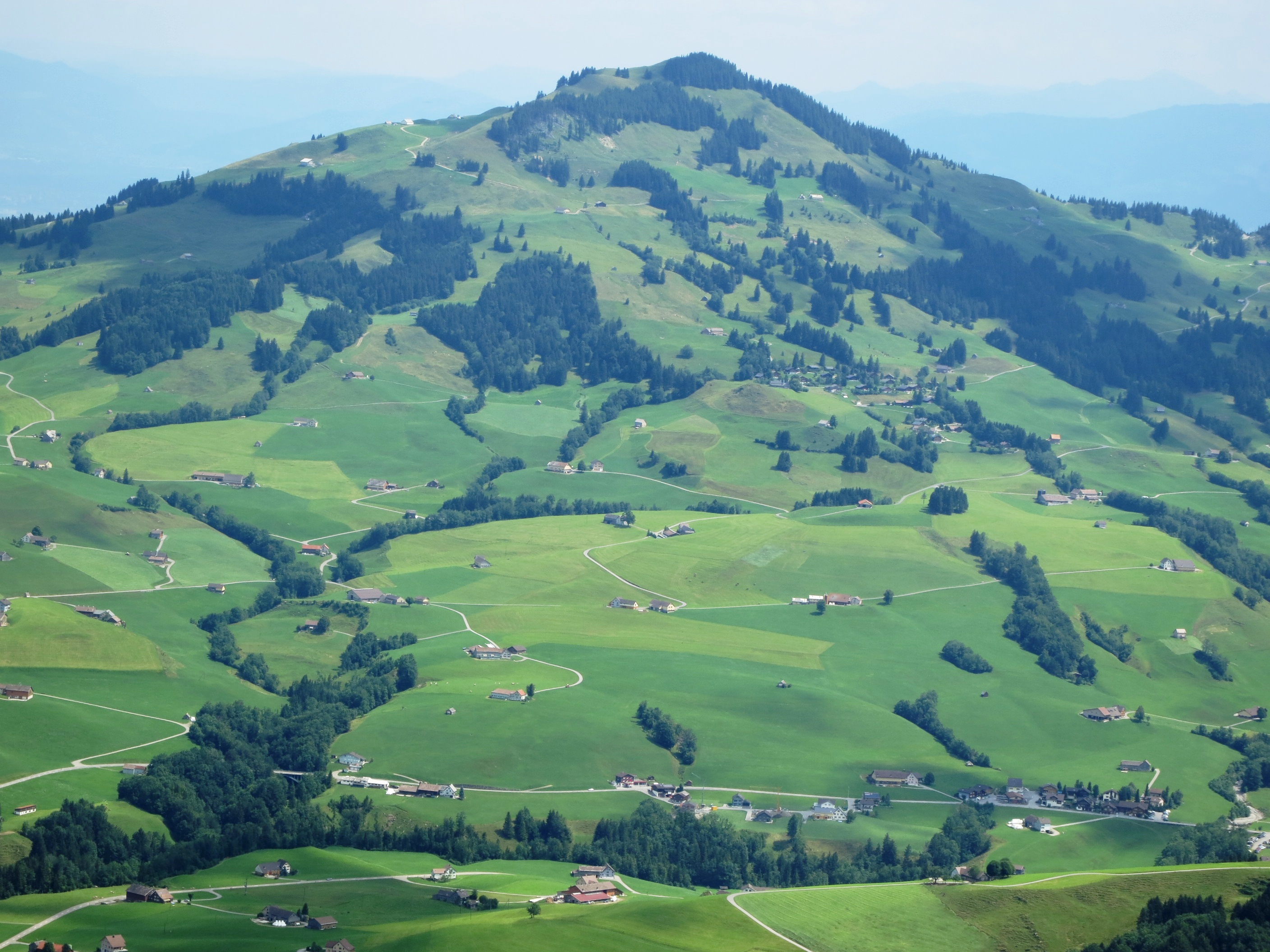
Streusiedlung Rüte in Appenzell Innerrhoden

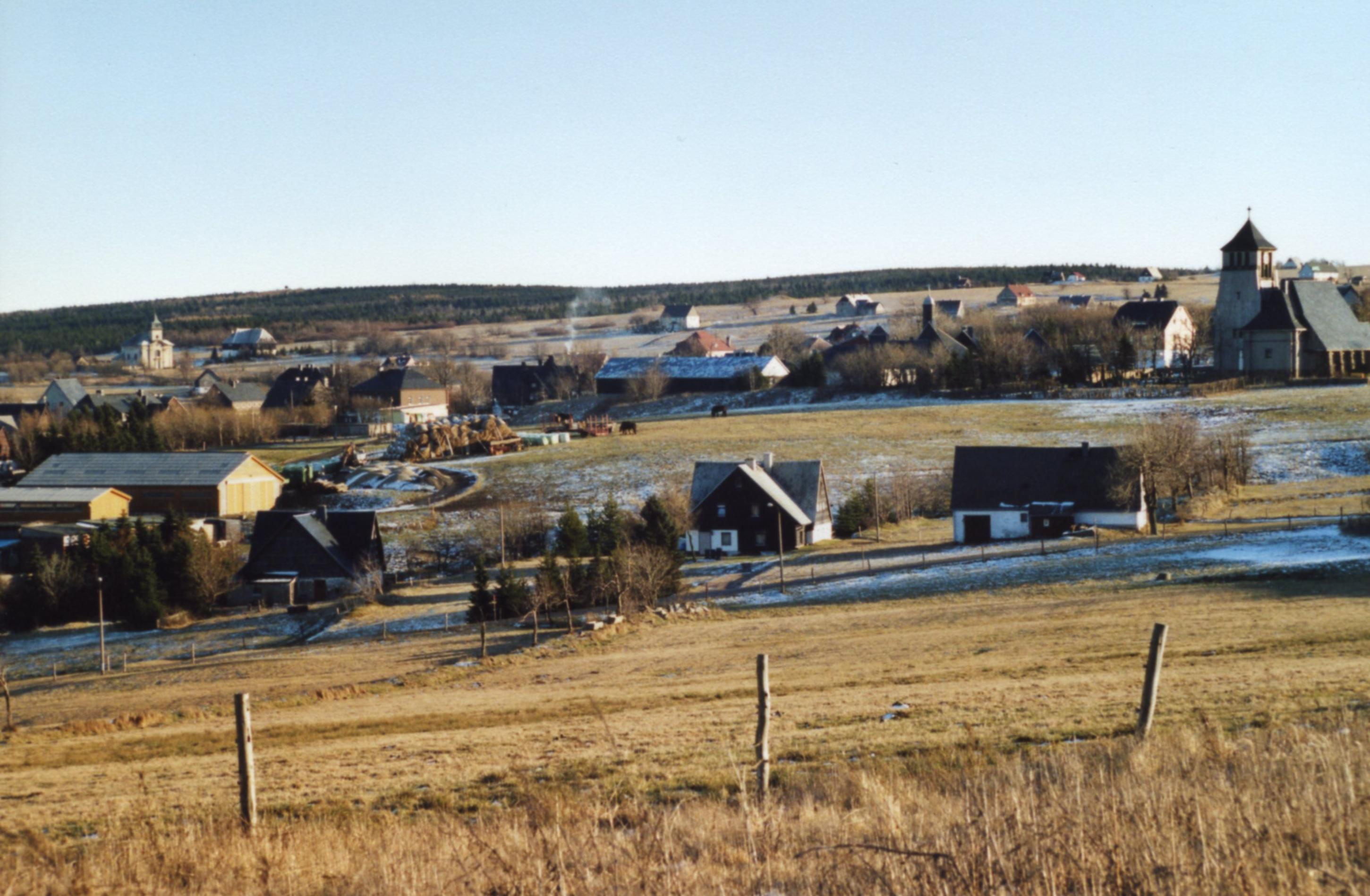
Zinnwald-Georgenfeld, Beispiel einer durch den Bergbau entstandenen Streusiedlung

Eine Streusiedlung ist eine nicht geschlossene Siedlungsform, die aus Einzelhöfen besteht, bei denen die spezialisierten Ökonomiegebäude mehr oder weniger regelmäßig über die ganze landwirtschaftliche Nutzfläche verteilt sind. Dadurch entsteht ein relativ dichtes Siedlungsmuster aus Einzelgebäuden. Die Einzelhöfe liegen mindestens 100 Meter voneinander entfernt.

## Entstehung
Streusiedlungen können durch spontane, individuelle Besiedlung oder durch geplante Kolonisierung entstehen. In der Regel führte geplante Kolonisierung zu regelmäßigen Siedlungsmustern, individuell und spontan besiedelte Streusiedlungen sind dagegen meistens unregelmäßig. Höhenlage, Relief und Klima spielten im Besiedlungsprozess und für die agrare Wirtschaftsform eine wichtige Rolle. Charakteristisch sind sie für den ländlichen Raum, wo sie aus verstreuten Gehöften bestehen (Einzelhofsiedlung und ähnliches), es gibt die Form aber auch beispielsweise in der touristischen Erschließung.

## Mitteleuropa

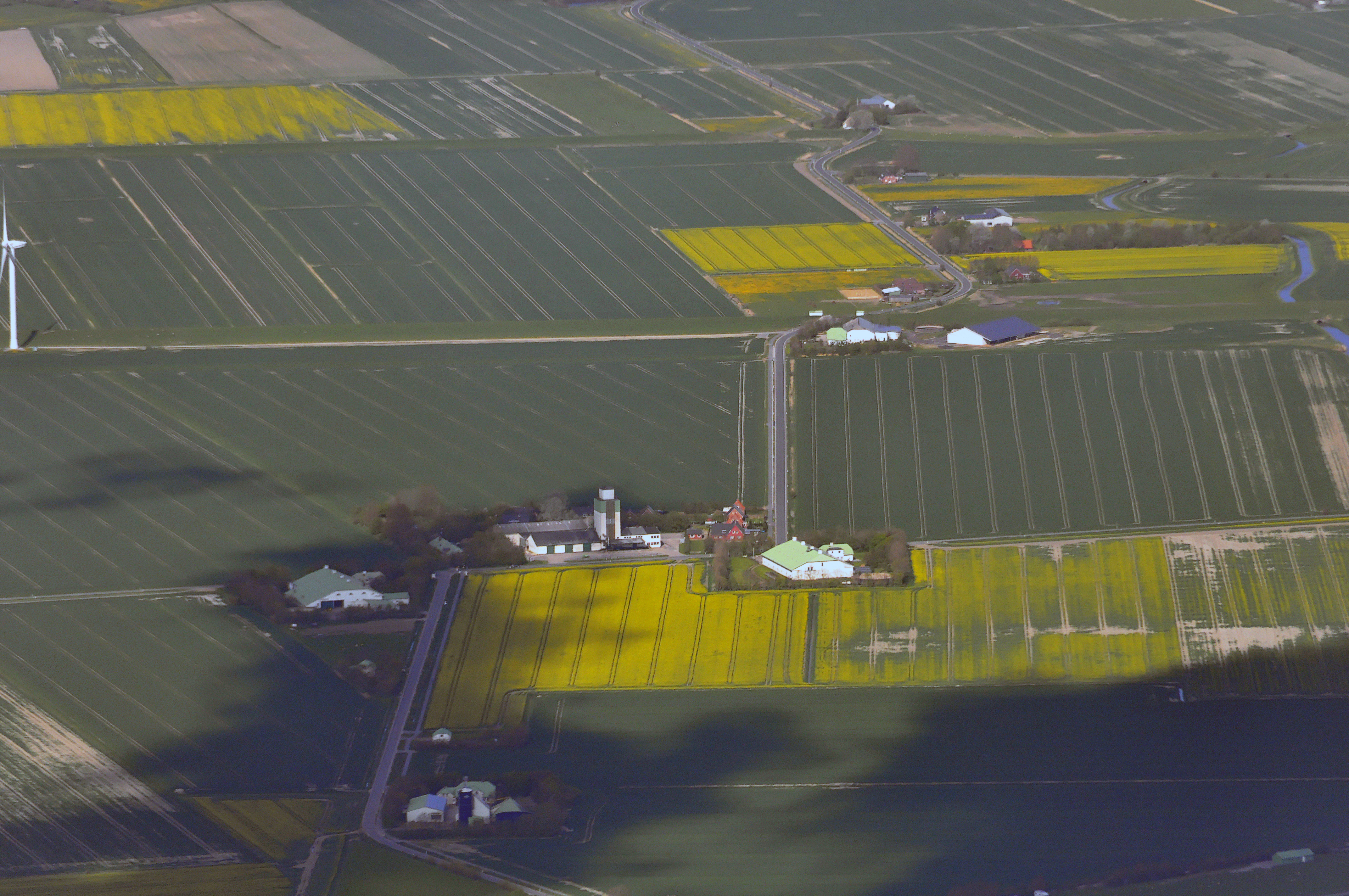
Typische Streusiedlung an der Nordseeküste: Sönke-Nissen-, Reußen- und Bordelumer Koog in Nordfriesland aus der Luft

Weitverbreitet findet sich die Siedlungsform im gesamten Alpenraum und angrenzenden Tiefländern rund um die geschlosseneren Orte, im Schwarzwald und im Raum der Böhmischen Masse. Alte, unregelmäßige Streusiedlungen (Bauerschaften) sind etwa die vorherrschende Siedlungsform in großen Teilen Westfalens (im historischen Sinne, also einschließlich des westlichen Niedersachsen, allerdings nicht in der Hellwegzone östlich von Unna – dort gibt es rein geschlossene Dörfer).
In der Schweiz dominiert die Streusiedlung – seit der frühen Neuzeit deutlich erkennbar – im Hügelgebiet des höheren Mittellandes mit Feldgraswirtschaft und im nordalpinen Streusiedlungsgebiet mit Viehwirtschaft.
Ganz aus Streusiedlung bestehende Gemeinden wurden im niederdeutschen als Bauerschaft bezeichnet.
Junge Streusiedlungen aus dem 18. bis 20. Jahrhundert sind durch die Kultivierung von Mooren (Norddeutschland, Donauniederung, Spreewald) und Landgewinnung an der niederländischen und deutschen Nordseeküste entstanden. Während der Separation entstandene Streusiedlungen im Oderbruch tragen den Namen Loose (etwa Güstebieser Loose oder Zäckericker Loose).